# L'Interview qui tue !
Pour les articles homonymes, voir Interview (homonymie).
Pour plus de détails, voir Fiche technique et Distribution.
L'Interview qui tue !, également distribué sous son titre original The Interview, est un film américain écrit et réalisé par Evan Goldberg et Seth Rogen, sorti en 2014. Il comprend notamment James Franco, Seth Rogen et Randall Park en tête d'affiche.
À la suite d'une vague de piratage et de menaces terroristes que le Federal Bureau of Investigation (FBI) attribue à un groupe lié à la Corée du Nord, la société de distribution Sony Pictures Entertainment annonce l'annulation de la sortie du film prévue pour le 25 décembre 2014 pour raisons de sécurité, avant de faire volte-face et de finalement autoriser la sortie dans quelques salles américaines pour le jour de Noël et en vidéo à la demande aux États-Unis dès le 24 décembre 2014. Le film engrange un million de dollars le jour de sa première diffusion.

## Synopsis
Dave Skylark (James Franco) anime le talk-show Skylark Tonight, au cours duquel il interroge des célébrités sur des sujets intimes. Alors que lui et son équipe fêtent leur 1000e épisode, ils découvrent que le dirigeant nord-coréen Kim Jong-un (Randall Park) est amateur de leur émission, ce qui incite le producteur de l'émission Aaron Rapaport (Seth Rogen) à lui proposer un entretien télévisé. Cependant, une agent de la CIA, Lacey (Lizzy Caplan), propose à Dave et Aaron d'assassiner Kim pour faciliter un coup d'État. Ces derniers acceptent à contrecœur. Arrivés en Corée du Nord, ils s'apercevront que tout ne se passera pas aussi bien que prévu.

## Fiche technique
- Titre original et titre français pour la sortie vidéo[3] : The Interview
- Titre français : L'Interview qui tue !
- Titre québécois: L'Entretien
- Réalisation : Evan Goldberg et Seth Rogen
- Scénario : Evan Goldberg, Seth Rogen et Dan Sterling
- Musique : Henry Jackman
- Direction artistique : James Steuart
- Décors : Jon Billington
- Costumes : Carla Hetland
- Photographie : Brandon Trost
- Montage : Zene Baker (en)
- Production : Evan Goldberg, Seth Rogen et James Weaver
- Société de production : Point Grey Pictures
- Sociétés de distribution : Columbia Pictures (États-Unis) ; Sony Pictures Releasing France (France)
- Budget : 44 000 000 dollars[4]
- Pays de production :  États-Unis
- Langue originale : anglais
- Format : couleur
- Genre : Comédie, action, aventure et espionnage
- Durée : 112 minutes
- Dates de sortie[5] :
  - États-Unis : 24 décembre 2014 (pay-per-view), 25 décembre 2014 (sortie limitée)
  - Australie : 22 janvier 2015
  - France : 28 janvier 2015[6]
  - Belgique : 4 février 2015
  - Québec : 17 février 2015[7]

## Distribution
- James Franco (VF : Anatole de Bodinat) : David Skylark
- Seth Rogen (VF : Xavier Fagnon) : Aaron Rappaport
- Lizzy Caplan (VF : Céline Ronté) : agent Lacey
- Randall Park (VF : Jérémy Bardeau) : Kim Jong-un
- Diana Bang (VF : Geneviève Doang) : Sook
- Timothy Simons (VF : Thibaut Lacour) : Malcolm
- Reese Alexander (VF : Frantz Confiac) : l'agent Botwin
- James Yi : l'officier Koh
- Paul Bae : l'officier Yu
- Geoff Gustafson : Cole
- Dominique Lalonde : Jackie
- Anesha Bailey : Janet
- Anders Holm (VF : Emmanuel Garijo) : Jake
- Eminem (VF : Alexis Tomassian) : lui-même
- Rob Lowe (VF : Bruno Choël) : lui-même
- Joseph Gordon-Levitt (sans dialogue) : lui-même (caméo non-crédité)
- Fred Henderson (VF : Patrick Béthune) : Philip Sterling, un journaliste
- Sam Catlin (VF : Sébastien Ossard) : un journaliste
- Ben Schwartz : Attaché de presse d'Eminem

 Source et légende : version française (VF) sur RS Doublage et selon le carton du doublage français cinématographique.

## Production
Le budget de production s’est élevé à 44 millions de dollars américains et la campagne de promotion avait déjà coûté environ 35 millions avant son interruption.

## Accueil

### Accueil critique
L'Interview qui tue ! reçoit en majorité des critiques mitigées. L'agrégateur Rotten Tomatoes rapporte que 52 % des 64 critiques ont donné un avis positif sur le film, avec une moyenne de 5,9/10. De même, l'agrégateur Metacritic donne une note de 52 sur 100 indiquant des « critiques mitigées », certains journaux comparent même le côté comique du film à une « pénurie alimentaire communiste »[réf. nécessaire].

### Box-office
L'Interview qui tue ! est distribué en salles aux États-Unis en sortie limitée le 25 décembre 2014 dans 331 salles et engrange 1 million de dollars le jour de sa sortie. Le magazine Variety annonce que ce résultat obtenu à cette période est un « lancement impressionnant pour un titre joué dans seulement 300 salles indépendantes aux États-Unis ». Finalement, le long métrage, qui n'a jamais été diffusé au-delà de 581 salles au cours de son exploitation, engrange 6 105 175 $ de recettes. À l'international, il totalise 5,2 millions de dollars supplémentaires, portant le total pour les recettes mondiales à 11 305 175 $.
Dans les quatre jours de sa sortie en vidéo à la demande le 24 décembre 2014, L'Interview qui tue ! totalise 15 millions de dollars de recettes dans les locations et achats en ligne, devenant le film le plus rentable de Sony Pictures sur ce marché, dépassant Arbitrage (14 millions de $), Bachelorette (8,2 millions de $) et Snowpiercer (7 millions de $). Il s'agit du film le plus vendu en 2014 sur Google Play et YouTube. Au 20 janvier 2015, L'Interview qui tue ! a déjà engrangé plus de 40 millions de dollars de recettes dans la vente en ligne et la location.

## Controverse
À la sortie de la bande-annonce du film, le dirigeant nord-coréen Kim Jong-un réagit vivement contre le film. Il demande même à l'ONU de sévir contre James Franco et Seth Rogen. Son porte-parole déclare ainsi : « Il y a ceci d'ironique dans l'intrigue, qui montre le désespoir du gouvernement des États-Unis et de la société américaine. L'assassinat d'un leader étranger renvoie à ce que les États-Unis ont fait en Afghanistan, Irak, Syrie et Ukraine. Et n'oublions pas qui a tué Kennedy : les Américains ». En novembre 2014, le régime nord-coréen publie même un communiqué de presse :

« Ces cinéastes vulgaires, appâtés par quelques dollars jetés vers eux par des conspirateurs, ont sali la dignité et la conscience du cinéma en osant produire et réaliser un tel film. En conséquence, ils doivent être sévèrement punis. […] Pitoyables sont les États-Unis, cherchant désespérément à affaiblir l'autorité de notre République, pourtant plus puissante chaque jour, avec un film minable, alors qu'aucune pression ou menace n'a jamais fonctionné contre nous. »

Sony, le propriétaire du studio Columbia, fait l'objet d'une cyberattaque d'un groupe de hackers se faisant appeler « Guardians of Peace » dans le but de voler des informations confidentielles autour du film et qu'ils ont commencé à dévoiler publiquement, comme les salaires de Seth Rogen et James Franco. Ce groupement aurait également menacé de publier des informations encore plus sensibles concernant les comédiens et le studio,.
Peu après, ces mêmes pirates menacent d'attaquer les endroits où serait diffusé le film :

« Nous allons vous montrer clairement dans tous les lieux où L'interview qui tue ! sera diffusé, notamment lors de l'avant-première, à quel destin tragique sont voués ceux qui cherchent à se moquer de la terreur. Rappelez-vous le 11 septembre 2001. Nous vous recommandons de vous tenir à distance des endroits [où le film sera projeté]. » « Et si votre maison est à proximité, vous devriez partir. »

Face à ces menaces, seule l'avant-première new-yorkaise du film ainsi que sa tournée de promotion sont annulées. Cependant, devant le nombre important de chaînes de cinémas annulant leurs projections, Sony décide de ne pas sortir le film en salle, avant de faire volte-face sous le flot de critiques, et de finalement autoriser la sortie dans quelques salles américaines pour le jour de Noël et en VàD aux États-Unis dès le 24 décembre 2014.
En France, après l'annulation, pendant un temps, de la sortie dans les salles américaines et mondiales, L'Interview qui tue ! voit sa date de sortie repoussée au 22 avril 2015, mais est finalement distribué dans 120 salles le 28 janvier 2015,.